# Étoile pauvre en métaux mais enrichie en carbone
Une étoile pauvre en métaux mais enrichie en carbone (en anglais carbon-enhanced metal-poor star, en abrégé CEMP star) est une étoile ayant une faible métallicité mais une concentration de carbone relativement importante. Ces étoiles ont un ratio [C/Fe] > +1, ce qui signifie que par rapport au Soleil, elles sont enrichies en carbone au moins 10 fois plus qu'en fer, et [Fe/H] < -1, signifiant que la teneur en fer est de moins d'un dixième de celle du Soleil.
Elles sont de plus catégorisées selon que les teneurs des éléments du processus r ou du processus s sont accrues. Les étoiles CEMP-no ne sont pas enrichies. Certaines de ces dernières sont les plus précocement formées de la Voie lactée. Les autres sont appelées CEMP-r, CEMP-s ou CEMP-r/s,. Les étoiles pauvres en métaux sont le plus souvent des étoiles CEMP, et dès que [Fe/H] < -5.0, elles sont toutes des étoiles CEMP.

## Subdivisions
Les étoiles CEMP-r ont [Eu/Fe] > +1 et [Ba/Eu] < 0.
Les étoiles CEMP-s ont [Ba/Fe] > +1 et [Ba/Eu] > +0,5. 80% des étoiles CEMP sont dans cette catégorie.
Les étoiles CEMP-r/s ont [Ba/Eu] entre 0 et +0,5, et sont donc situées entre les étoiles CEMP-r et CEMP-s.
Les étoiles CEMP-no ont [Ba/Fe] < 0. Environ 20% des étoiles CEMP sont dans cette catégorie.

## Exemples
- HE 0107-5240 (type CEMP-no)
- HE 1327-2326 (type CEMP-no)